# Mistrzostwa Świata U-19 w Piłce Ręcznej Mężczyzn 2025
Ten artykuł dotyczy przyszłego wydarzenia sportowego. Informacje w nim zawarte zmienią się w przyszłości.
Mistrzostwa Świata U-19 w Piłce Ręcznej Mężczyzn 2025 – jedenaste mistrzostwa świata U-19 w piłce ręcznej mężczyzn, oficjalny międzynarodowy turniej piłki ręcznej o randze mistrzostw świata organizowany przez IHF mający na celu wyłonienie najlepszej męskiej reprezentacji narodowej złożonej z zawodników do lat dziewiętnastu. Odbędą się w 2025 roku w Słowenii.

## Informacje ogólne
Prawa do organizacji turnieju zostały przyznane Słowenii przez Radę IHF w lutym 2020 roku.